# Dui Ladrach
Dui Ladrach (... – ...) figlio di Fíachu Tolgrach, fu, secondo le leggende e la tradizione storia irlandesi, un re supremo d'Irlanda.
Aiutò suo padre a uccidere il precedente re supremo Art mac Lugdach, aiutando poi Airgetmar a prendere il trono uccidendo Ailill Finn, figlio di il figlio Art e nipote di Eochu mac Ailella. Alla fine lui e il figlio di Eochu, Lugaid Laigde, uccisero Airgetmar e Dui prese per sé il trono, regnando per dieci anni. Fu infine ucciso dal suo ex-complice, Lugaid. Il Lebor Gabála sincronizza il suo regno con quello di Artaserese II di Persia (358-338 a.C.). Goffredo Keating data il suo regno dal 547 al 537 a.C., mentre gli Annali dei Quattro Maestri dal 748 al 738 a.C.